# Plumarella superba
Plumarella superba is een zachte koraalsoort uit de familie Primnoidae. De koraalsoort komt uit het geslacht Plumarella. Plumarella superba werd in 1912 voor het eerst wetenschappelijk beschreven door Nutting. 